# Иваки (Гомельская область)
Иваки (бел. Iвакі, до 1964 года Новые Иваки и Старые Иваки) — агрогородок в Иваковском сельсовете Добрушского района Гомельской области Республики Беларусь. Административный центр Иваковского сельсовета.

## География

### Расположение
В 27 км на юг от районного центра Добруша, в 40 км от Гомеля. В агрогородке располагается остановочный пункт.

## Транспортная система
Транспортная связь по просёлочной, затем по автодороге Тереховка — Гомель. В населённом пункте 447 жилых домов (2004 год). Планировка состоит из длинной, пересекаемой железной дорогой улицы с переулком, с ориентацией с юго-запада на северо-восток. На юго-востоке к не примыкает 2-я улица. На севере от проходит короткая улица с широтной ориентацией — бывший посёлок Заречье. Застройка двухсторонняя, деревянными домами усадебного типа. В 1986 году построены каркасно-щитовые и пеноблочные дома на 100 семей, в которых были переселены жители с загрязнённых после катастрофы на Чернобыльской АЭС территорий.

## История
В 0,7 км на запад от агрогородка археологами обнаружены 137 курганов. Выявление этих могильников служит доказательством заселения этой местности с древних времён.
По письменным источникам населённый пункт известен с XVII века как деревня в Речицком повете Минского воеводства Великого княжества Литовского. С середины XVIII века во владении М. Чарторыйского. После 1-го раздела Речи Посполитой (1772 год) в составе Российской империи. В 1776 году в деревне находилась корчма. В 1788 году в Гомельской волости Белицкого повета Могилёвской губернии во владении фельдмаршала графа П.А. Румянцева-Задунайского. В 1816 году в составе Коренёвской экономии Гомельского имения. В 1872 году построена Свято-Тихоновская церковь. После ввода в действие железнодорожной линии Бахмач — Гомель в декабре 1873 года начала железнодорожная станция. В 1897 году в селе Старые Иваки находились церковь, школа грамоты, хлебозапасный магазин, корчма, а в Новых Иваках хлебозапасный магазин. В Краснобудской волости Гомельского повета Могилёвской губернии. В 1910 году в Новых Иваках открылась земская школа.
В 1926 году работало почтовое отделение.
С 8 декабря 1926 года до 30 декабря 1927 года и с 8 декабря 1966 года является центром Иваковского сельсовета Носовичского, с 4 августа 1927 года Тереховского, с 25 декабря 1962 года Добрушского районов Гомельского округа, с 20 февраля 1938 года Гомельской области.
В 1930 году организован колхоз «Красные Иваки». Работали 3 ветряные мельницы, 2 кузницы.
Во время Великой Отечественной войны в сентябре 1943 года оккупанты сожгли село и деревню. Освобождена 26 сентября 1943 года. На фронтах и партизанской борьбе погибли 147 жителей села и деревни. В память о погибших в центре деревни в 1974 году установлены обелиск с именами погибших и стела.
В 1964 году Старые Иваки и Новые Иваки объединены в одну деревню Иваки. Размещены 9-летняя школа, амбулатория, Дом культуры, библиотека, детский сад, отделение связи, магазин.
В 1938 году к деревне присоединены посёлки Жаболовка, Задулье, Заречье, в 1964 году — Имогорск, в 1969 году Холимоновка.
В 2010 году деревня Иваки преобразована в агрогородок.      

## Население

### Численность
- 2004 год — 447 дворов, 1160 жителей

### Динамика
- 1776 год — 63 двора, 515 жителей, в том числе в д. Иваки — 41 двор, 315 жителей, в слободе Иваки — 22 двора, 200 жителей
- 1788 год — 458 жителей, в том числе в д. Старые Иваки — 286 жителей, в д. Новые Иваки — 172 жителя
- 1816 год — 126 дворов, 625 жителей, в том числе в д. Старые Иваки — 80 дворов, 387 жителей, в д. Новые Иваки — 46 дворов, 238 жителей
- 1834 год — 153 двора, 788 жителей
- 1897 год — 202 двора, 779 жителей, в том числе в д. Старые Иваки — 142 двора, 547 жителей, в д. Новые Иваки — 60 дворов, 232 жителя (согласно переписи)
- 1909 год — 260 дворов, 1668 жителей, в том числе в д. Старые Иваки — 192 двора, 1182 жителя, в д. Новые Иваки — 68 дворов, 486 жителей
- 1959 год — 1011 жителей, в том числе в д. Старые Иваки — 810, в д. Новые Иваки — 201 (согласно переписи)
- 2004 год — 447 дворов, 1160 жителей

## Культура
- Дом культуры

## Достопримечательность
- Городище периода раннего железного века (1-е тыс. до н.э. – 1-е тыс. н.э.) —  Историко-культурная ценность Республики Беларусь, шифр 313В000257
- Курганный могильник периода раннего Средневековья (X–XIII вв.) —  Историко-культурная ценность Республики Беларусь, шифр 313В000258
- Приход храма Святителя Тихона Задонского

### Памятник, скульптура
- Памятник В. И. Ленину
- Стела и обелиск в память о погибших жителях в Великой Отечественной войне

## Известные уроженцы
- Холявкин Николай Алексеевич — сержант Рабоче-крестьянской Красной Армии, участник Великой Отечественной войны, Герой Советского Союза (1945).